# Parque de la Costa
El Parque de la Costa es un parque de atracciones ubicado en la ciudad de Tigre, Provincia de Buenos Aires, Argentina. Es uno de los más importantes del país. Está ubicado sobre un predio de catorce hectáreas que se encuentra entre los ríos Luján y Tigre.
El parque, en general, se compone de un gran segmento donde se ubican todas las atracciones. Cabe aclarar que gran parte de estas fueron reubicadas para dar lugar a AquaFan, dividiendo así al parque en dos, uno mecánico y otro de agua. El parque mecánico está dotado de cinco montañas rusas, 4 de acero y una de agua. 
Es considerado por muchos como el sucesor del Italpark, que funcionó hasta 1990, en la actual Ciudad Autónoma de Buenos Aires.

## Historia

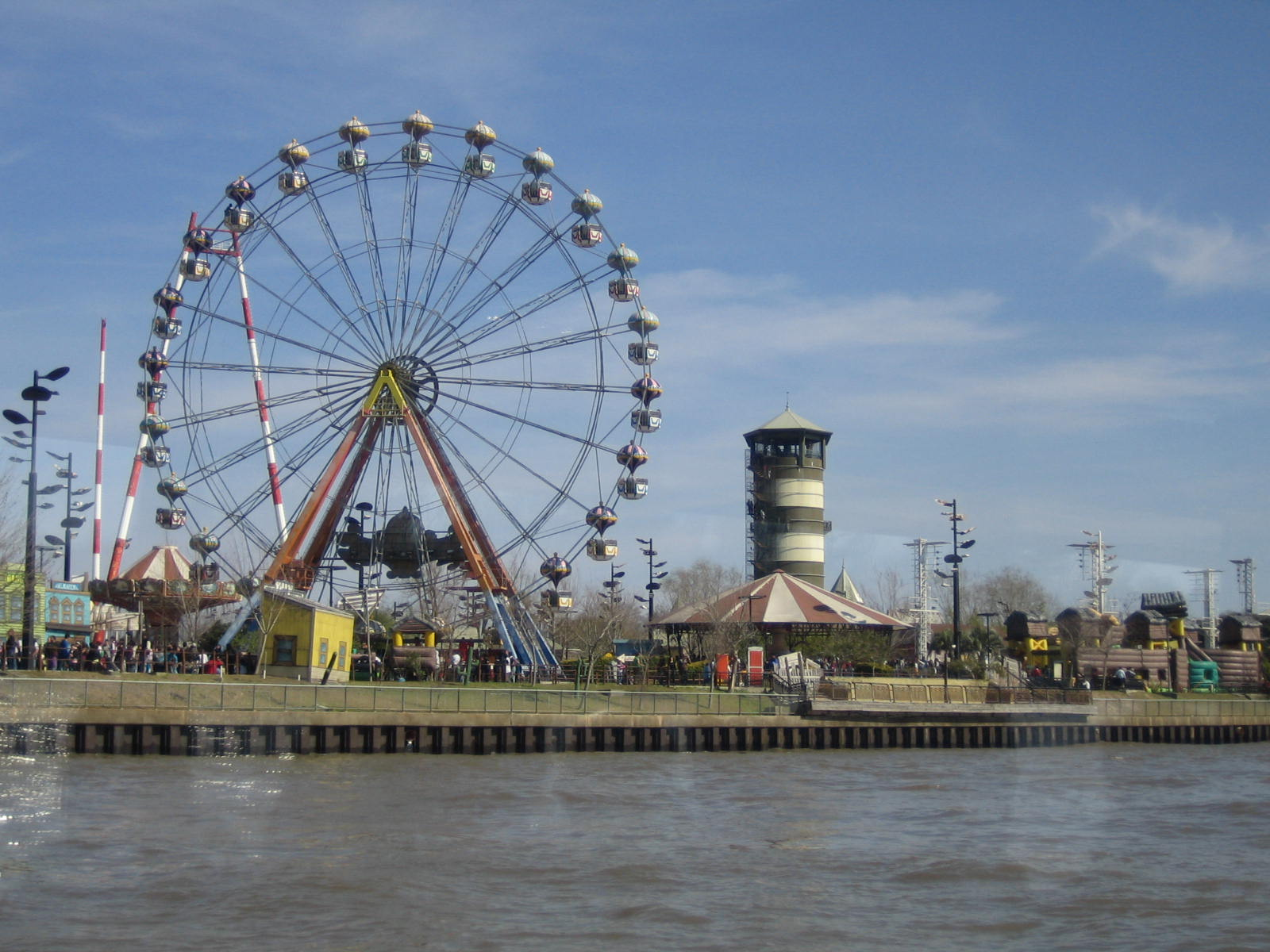
Imagen del Parque de la Costa, vista desde el Río Luján.

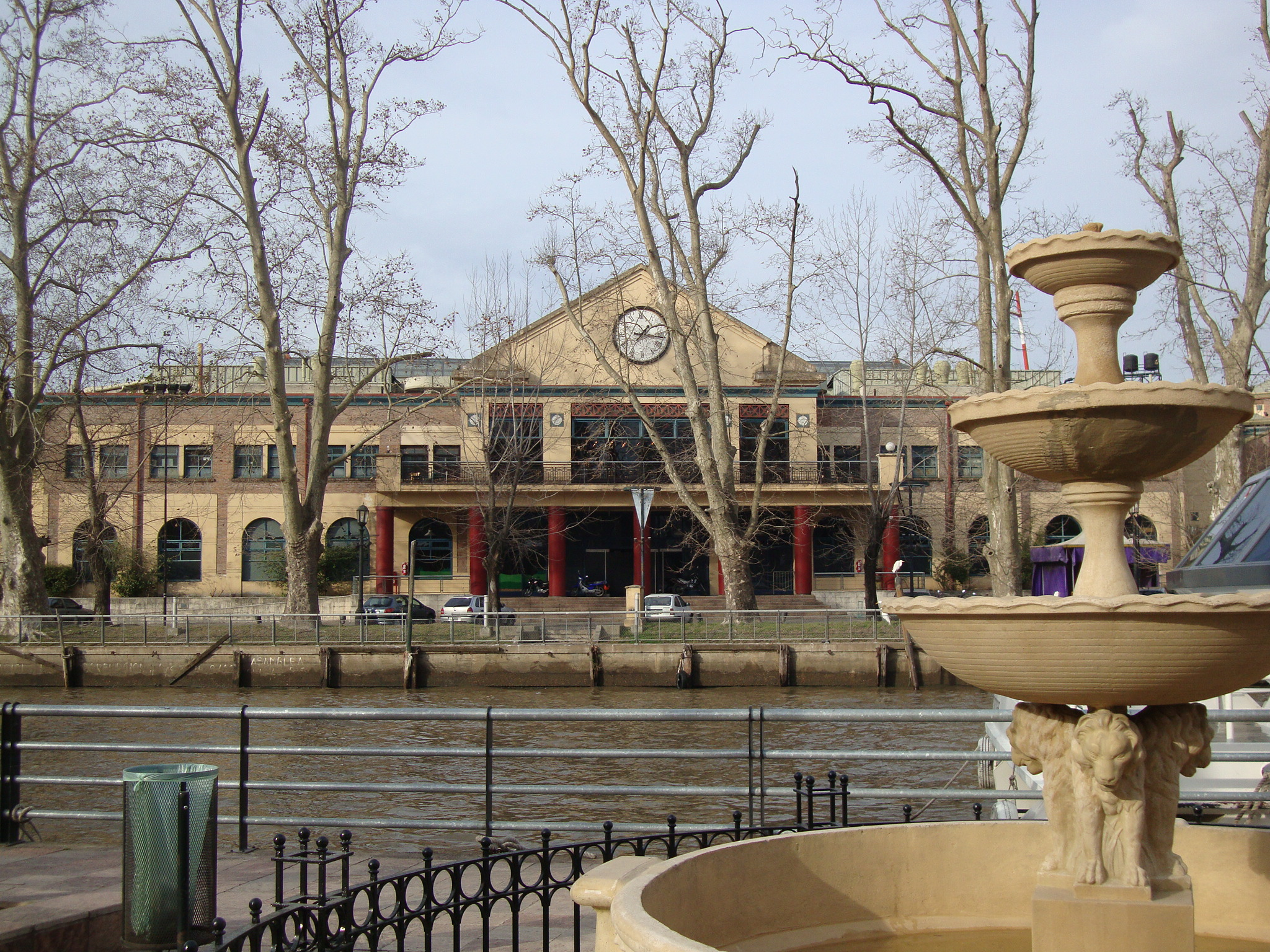
Patio de Comidas desde el río Tigre.

El parque fue inaugurado el 5 de mayo de 1997, como una nueva alternativa turística en Tigre, relativamente cerca de la Ciudad de Buenos Aires. Abrió inicialmente con una montaña rusa pequeña llamada "Tronador" (Interpark Loop Coaster Model), y varias atracciones, entre ellas La Vuelta al Mundo, la montaña rusa acuática "El Dragón", "Marte a Gogo", "Capitán Piraña" y una amplia gama de escenarios y espectáculos, entre los que figuraban "Cara de Barro", "Delta, la chica del Tigre", el "Circo de la Costa" y "Buenos Aires 2067". Fue diseñado por el estudio de arquitectura Pfeifer-Zurdo e inaugurado por el presidente Carlos Menem junto al gobernador de Buenos Aires Eduardo Duhalde.

### 1998-2000
A finales de 1997 se desarma la montaña rusa Tronador y llega desde Países Bajos, la nueva montaña rusa denominada "Boomerang" inaugurada en septiembre de 1998, con más de 45 clones en todo el mundo. 
A inicios del año 1998 se trasmite desde el anfiteatro «La Movida del Verano con Mateyco», canal «Telefé», por lo que deja de presentarse el musical de Delta y a mediados de año comienza a emitirse por ATC «Verebó TV», un programa producido desde el parque para publicitarlo, asimismo la montaña rusa Tronador es desmantelada y en su lugar se emplazan las Sillas Voladoras y el Pulpo. Se instala «Expedición al Arcoíris» y diversos juegos para niños. Uno de los teatros anunciados es inaugurado (Teatro 1) y en él se presenta la obra de «Power Rangers Turbo», dirigido por Leandro Panetta (Director de Verebo TV, Cara de Barro). Asimismo, comienza a instalarse la montaña rusa Boomerang y en el Octógono se presentan los cortos de Cara de Barro y Oso, Braulio y Yoni. A fines de año «Verebó TV» estrena su propio espectáculo en el anfiteatro. En la parte superior de la torre del reloj es instalada la «Galería y Teatro Mágico». Son inauguradas las atracciones «Las Orcas Voladoras» y «Botes del Pantano»
En 1999 se inauguran las montaña rusas «El Desafío» y «El Vigía», a su vez, se estrena «Cara de Barro – La Llave del Río» en el Teatro 1; se inaugura el paseo de terror «La leyenda del Jurupirá» y «el Camarín de Cara de Barro». El «Circo de la Costa» es desmontado y en su lugar se anuncian el «Vértigo Extremo» y «Saltos del Delta». A fines de año toda el equipo de producción artística liderados por Leandro Panetta, Marcelo Pelegri y Rubén de Rosa es desarmado y queda a cargo de Rodolfo Fast. Ese mismo año cierra la sucursal de Neverland. 

### 2001- 2014
Entre 2003 y 2006, se llevaron a cabo varias modificaciones para dar espacio a nuevas atracciones. Inicialmente, se cerró al público el teatro donde se llevaba a cabo la obra "Cara de Barro y la llave del río", en el sitio donde se encontraba el acceso al teatro, se construyó una gran estructura que simula a una montaña y se la llamó "Aconcagua", la cual se compone de algunos puentes, túneles y escaladores. El teatro fue reinaugurado bajo el nombre de teatro Nini Marshall. En 2003, todo el complejo de Simuladores IMAX y teatros que rodeaban el área de la fuente es cerrado al público, un año más tarde toda el área es unificada y llamada "El reino del río". Un tiempo después, en el espacio restante, se inaugura "La comarca de los sueños" un espacio con juegos no mecánicos dedicados a los niños. Hacia finales de 2005, el Anfiteatro Musical, que en el pasado había sido utilizado por los programas televisivos "Verebó TV" y "La Movida del Verano con Mateyko". Quedando toda el área en cuestión sin actividad. A finales de 2006, en la parte trasera del anfiteatro, se inicia la construcción del área EL LEJANO OESTE, donde se instalan unos decorados reminiscentes a dicha temática, un toro mecánico y se traslada la atracción "Expedición Arcoíris" donde, luego de una retematización, se la renombra "La carreta desbocada".
El espectáculo Buenos Aires 2067, que había cesado sus actividades unos años antes, es demolido casi en su totalidad quedando únicamente el espejo de agua, que poco tiempo después, sirvió para la nueva atracción "Botes Chocadores", compuesta por veinte botes a motor.  Finalmente, rodeando Vértigo Xtremo, se construyó "Karting Monza" que se compone de una pista oval de karting y varios vehículos junto a ellos una nueva estructura de 120 metros para saltos.
Durante 2007 se había anunciado en los mapas y en el sitio web la construcción de Ecoparque, un zoológico que se encontraría cruzando el río Luján, sin embargo día de la fecha no hay indicios de ninguna construcción. En 2009, los botes chocadores cambiaron de nombre a "botes en el Nilo". Dentro del "Reino del río" se inauguró "La maldición de Anubis" que es una especie de laberinto terrorífico con temática egipcia que se recorre a pie. 
A principios de julio de 2009 se construyó "Eduparque", una atracción en la que se pueden ver las principales leyes de la física aplicadas en el parque. También se instaló "Stargate" una atracción compuesta por varios anillos que simulan la experiencia de un astronauta en estado de ingravidez. Durante la época del verano de 2010, se inicia la construcción de "Torbellino". Se trata de una montaña rusa del tipo Spinning Wild mouse, la misma cuenta con vehículos individuales giratorios. Es inaugurada el domingo 4 de julio de 2010 durante las vacaciones de invierno.
En septiembre de 2010, se estrenan nuevos shows, Cenicienta y Peter Pan. A fines del año 2010 se presentó el nuevo show de La Bella Durmiente, una obra pequeña para niños. Adentrado ya el año 2011, la atracción denominada "Pulpo" es reubicada en otro sector del parque para dar lugar a una pista de autos infantiles.
El parque de la Costa anunció vía Facebook, lo que se hace llamar "Parque Match" que se presentó en el 2012. Que consiste en una competencia intercolegial utilizando los juegos mecánicos con el objetivo final de conseguir el viaje de egresados a Bariloche. El concurso es un éxito y ya participaron más de doscientos cursos.
En 2013 Eleonora Wexler y Mike Amigorena ambos actuando para un programa de Telefe (Los vecinos en guerra) hicieron una aparición en este parque.
En julio de 2014, se inaugura "Pendulum" una atracción de vértigo de treinta metros de altura.
2014 - 2022
En el transcurso de las vacaciones de invierno de 2014, el Parque de la Costa anuncia la llegada de AquaFan. Un parque acuático dentro del mismo parque. Para eso se reubicaron las atracciones "Samba" y el "Barco Pirata", así como también desparece del mapa "La Carreta Desbocada" (Rainbow de Huss Ride). El parque elimina la "Fuente de Aguas Danzantes" para poner una piscina de olas y tres toboganes acuáticos, uno de ellos es de categoría extremo teniendo 31 metros de altura. 
El parque acuático AquaFan del parque de la Costa, tiene una entrada aparte y no está incluida en los pasaportes del parque de la Costa.
En el mes de julio de 2015, se inauguró Tigre Center, un lugar donde hay Bowling, Kermesse, videojuegos, Batalla Láser, comida y muchas cosas más. A este se podía ingresar desde la entrada principal, o desde el Parque. En 2020, tras estar al borde del cierre fue vendido a la empresa Fenix Group con el objetivo de seguir sosteniendo sus 500 puestos de trabajo, los nuevos dueños llevaron adelante un plan de mejoras y modernización, la reactivación del parque demandó una inversión inicial de 2 millones de dólares,reabriendo al público en 2021 con una ceremonia donde fueron invitados el gobernador Axel Kicillof, ministro de Turismo y Deportes de la Nación, Matías Lammens; el intendente de Tigre, Julio Zamora; etc.Ese mismo año sumó nuevas inversiones por 6 millones de dólares en la incorporación de nuevas atracciones, con motivo del aniversario 25 del parque. Las novedades incluyen simuladores de realidad virtual, una montaña rusa y espectáculos renovados.
En 2022, coincidiendo con el 25° aniversario, se agregan nuevos juegos infantiles y un simulador llamado Space Vision 3D. El dueño declara en entrevistas sus deseos de expandir la oferta de juegos, y utilizar el terreno que posee el parque del otro lado de río; donde se había proyectado Ecoparque en 2007.
2023 - Actualidad

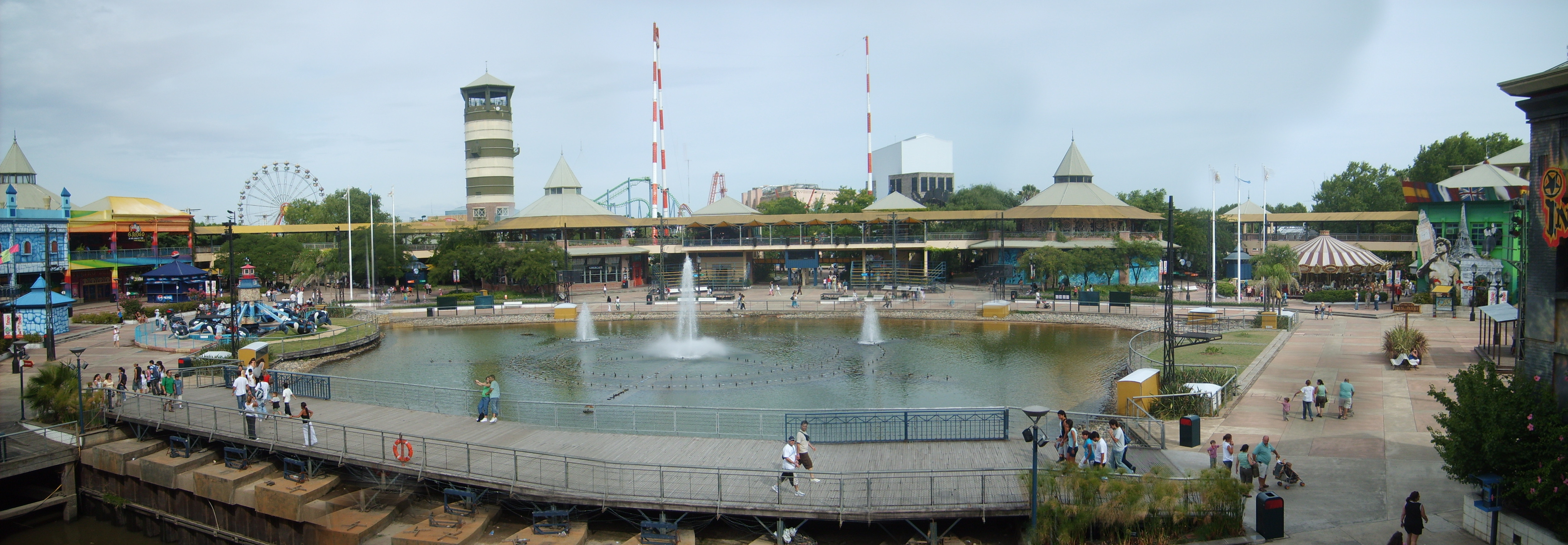
Imagen panorámica del Parque de la Costa.

En 2024 se le hace un cambio de diseño al branding del parque, cambiando el logo, los colores y la presentación de los juegos.↵Se inaugura un nuevo show en el anfiteatro llamado "La revancha de Tutankamon y las momias" (siguiendo con la temática de la maldición de anubis y los botes del nilo)↵También se abre un juego nuevo llamado "Vuelo todo terreno", similar al pulpo y las orcas voladoras. Para esto es desplazado "Botes del Pantano" y se ubica a este último donde esta el espejo de agua, también se reubica "Colectivo Loco".

## AquaFan
Aquafan es el nombre del parque acuático que se encuentra dentro del predio del Parque de la costa, contando con seis toboganes acuáticos, entre los cuales se encuentra "El Abismo" el décimo tobogán más grande del mundo, a treinta metros de altura y se desciende a una velocidad de 100km/h.  
También tiene una pileta de olas, jacuzzi, piletas climatizadas, toboganes infantiles y sectores de relajación tipo Balneario.
Abrió en el verano del año 2015, ocupando el espacio donde se encontraban importantes zonas del parque de la costa como El reino de nunca jamás (ex Reino del Río), el patio de comidas, la fuente de aguas danzantes, el Octogono, y varias atracciones como el Barco Pirata, Samba, Orcas Voladoras, Pulpo, etc. 
Este parque estaba planeado en un principio construirse frente al parque de la costa, en el terreno ubicado en el delta, pero debido al alto costo de edificar la zona, y la necesidad de un puente o un catamarán permanente para trasladar a los visitantes, imposibilitó la llevada a cabo de esta idea. 

## Atracciones

### Montañas rusas
- Saltos del Delta

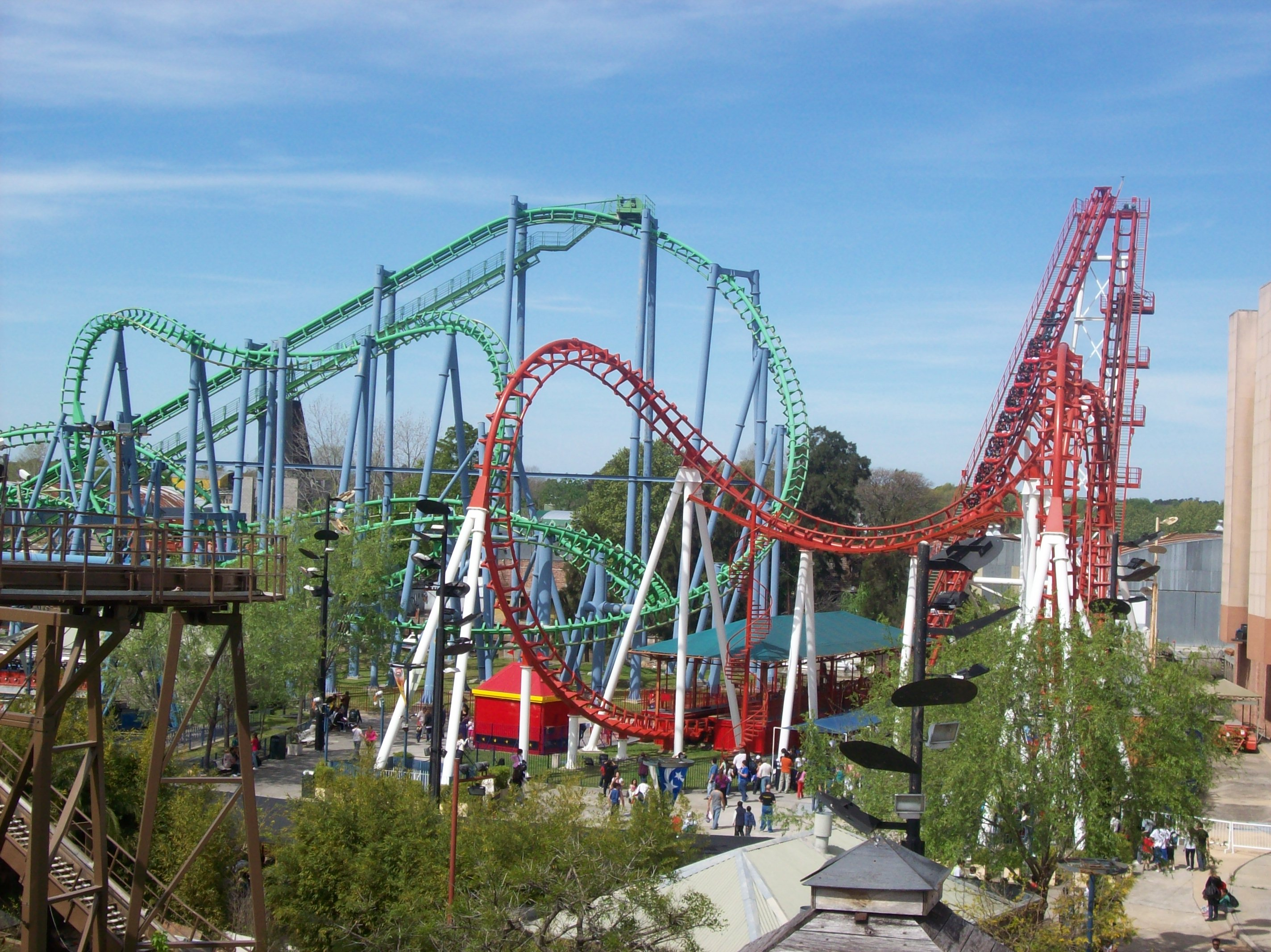
Entrada del parque de la Costa.

  - Montaña rusa de tipo acuática. Antes se llamaba "El dragón" y estaba tematizada en base al cuerpo de un dragón.
- Boomerang
  - De tipo Lanzadera que tiene una altura de 37,9 metros y alcanza una velocidad cercana a los 75 km/h. Posee tres inversiones; un Cobra Roll y un Loop. Construida por la empresa Holandesa Vekoma.
- El Desafío
  - Construida por la neerlandés Vekoma, de tipo Invertida que llega a una altura cercana a los 36 metros alcanzando una velocidad aproximada de 80 km/h siendo la primera en su tipo en Latinoamérica. Posee cinco inversiones; Roll Over, Sidewinder y dos Flat Spins.
- El Vigía
  - La primera montaña rusa familiar del parque altamente tematizada con montañas, cascadas y lagos. Construida por la empresa alemana Zierer GmbH.
- Torbellino
  - Montaña Rusa tipo Spinning Wild Mouse (Carros individuales giratorios) fabricada por la empresa China Beijing Jiuhua Amusement Rides Manufacturing Co., Ltd. fue inaugurada el 4 de julio de 2010.

### Atracciones mecánicas
- Desorbitados
- Autos Chocadores
- Botes en el Nilo
- El Pulpo
- Botes del Pantano
- Baile de las Tazas
- Vuelo Todo Terreno
- Sillas voladoras
- Cueva de dinos
- Vuelta al Mundo
- Orcas Voladoras
- Barco Pirata
- Carrousel
- Pendulum
- Mansión del Terror
- El vigía
- Samba
- La maldición de Anubis
- El infierno

### Juegos para niños
- Panda y Mico
- Mini Convoy
- Mini Jet
- Carrousel Musical
- Canguro
- Colectivo Loco
- Chiquitren
- Vuelta en Carreta
- Vuelo en Globo
- Plaza Blanda
- Elefantes Voladores
- Mini sillas voladoras
- Mini Barco pirata
- Mini Tazas

### Espectáculos
- Show de cara de barro y los personajes del parque
- Show de princesas
- Musical de Momias
- La revancha de Tutankamon y las momias
- Daro Showman
- Musical de Películas
- Show de Oso, Braulio y Yoni

### Otras atracciones
- Paseo de la suerte
- Karting Race
- Space Prison VR
- Vértigo Xtremo (Skycoaster)

## Gastronomía
- Burguer VIB
- Winners Pub
- Restaurante (ex Mogambo)
- Deck Ravieta
- Góndolas (repartidas por el parque)